# Tribunaux populaires (Roumanie)
Les tribunaux populaires roumains ont été créés en septembre 1944 à Jassy, Bucarest, Oradea, Cluj, Gherla et Sighetu Marmației par les nouvelles autorités pro-Alliées mises en place par le coup d'État de 1944 en Roumanie. Prévus par l'armistice signé à Moscou le 17 septembre 1944 entre la Roumanie et les Alliés de la Seconde Guerre mondiale, ces tribunaux devaient juger les criminels de guerre roumains, parmi lesquels le maréchal Antonescu, des membres de son gouvernement et des officiers supérieurs ayant suivi ses ordres et ayant commis des crimes contre l'humanité, d'anciens membres de la garde de Fer, des saxons de Transylvanie ayant choisi de servir dans la Wehrmacht ou les SS et des Hongrois de Roumanie ayant été membres du parti des Croix fléchées ou choisi de servir le gouvernement pro-nazi de Ferenc Szálasi.

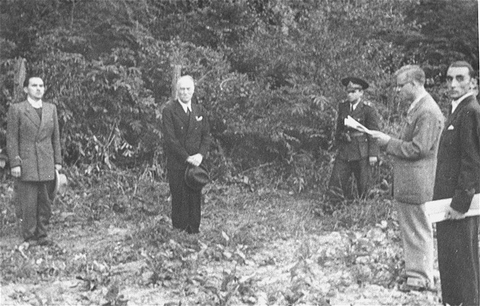
Un représentant des tribunaux populaires lit à Ion Antonescu sa sentence, juste avant l'exécution, le 1 juin 1946.

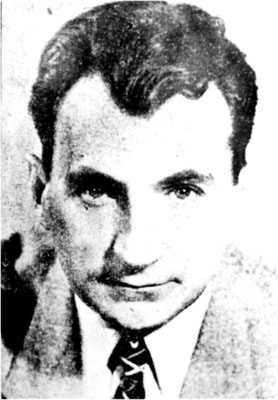
Lucreţiu Pătrăşcanu, militant communiste non-stalinien, victime des tribunaux populaires le 17 avril 1954.

Toutefois, de nombreux procès vont être différés ou n'auront jamais lieu, car les autorités soviétiques de tutelle exigent qu'on leur remette, pour interrogatoire, le maréchal Antonescu et son état-major, ainsi que tous les citoyens roumains de souche allemande détenus par les autorités roumaines, comme par exemple Andreas Schmidt : certains comme Antonescu furent rendus à la Roumanie, et y furent jugés et exécutés, mais d'autres comme Schmidt le furent en URSS par les tribunaux soviétiques et y finirent leurs vies. En tout, les tribunaux populaires roumains étudient 2 700 affaires, qui aboutissent à 668 condamnations,. 
Après le coup d'état communiste du 6 mars 1945 qui inaugure (pour 45 ans) le régime communiste de Roumanie, les tribunaux populaires roumains sont rapidement instrumentalisés par le parti communiste, alors stalinien, pour anéantir l'opposition démocratique et toute forme de résistance antitotalitaire en accusant de fascisme et de collaboration avec les nazis tout ancien fonctionnaire, militaire, juriste, policier ou personnalité politique non-communiste (y compris les socialistes et même les communistes idéalistes comme Lucreţiu Pătrăşcanu et ses camarades).
Les tribunaux populaires furent intégrés dans l'appareil judiciaire ordinaire mis en place par la république populaire roumaine en 1958.

## Sources
1. ↑  Article 14, page 5 de la convention d'armistice - The Armistice Agreement with Rumania « https://web.archive.org/web/20160820014103/http://www.yale.edu/lawweb/avalon/wwii/rumania.htm »(Archive.org • Wikiwix • Archive.is • Google • Que faire ?), 20 août 2016 in Avalon Project at Yale Law School
2. ↑  References RICHR: Ch.12 - Trials of the war criminals.
3. 1 2  (ro) Victor Frunză, Istoria stalinismului în România, Bucarest, Humanitas, 1990.
4. ↑  Flori Stănescu, Dragoș Zamfirescu, (ro) Ocupația sovietică în România - Documente 1944-1946, éd. Vremea, Bucarest 1998,  (ISBN 973-9423-17-5).
5. ↑  Florin Müller, (ro) « Cu cărțile pe masă. Politică și istoriografie : Lucrețiu Pătrășcanu », pp. 61-63 de Dosarele Istoriei n° 2/I, Bucarest 1996.